# آمارا احمد اواتارا
آمارا احمد اواتارا (انگلیسی: Amara Ahmed Ouattara؛ زادهٔ ۲۱ اکتبر ۱۹۸۳) بازیکن فوتبال اهل بورکینافاسو بود.
وی همچنین در تیم ملی فوتبال بورکینافاسو بازی کرده است.